# Sciarpa

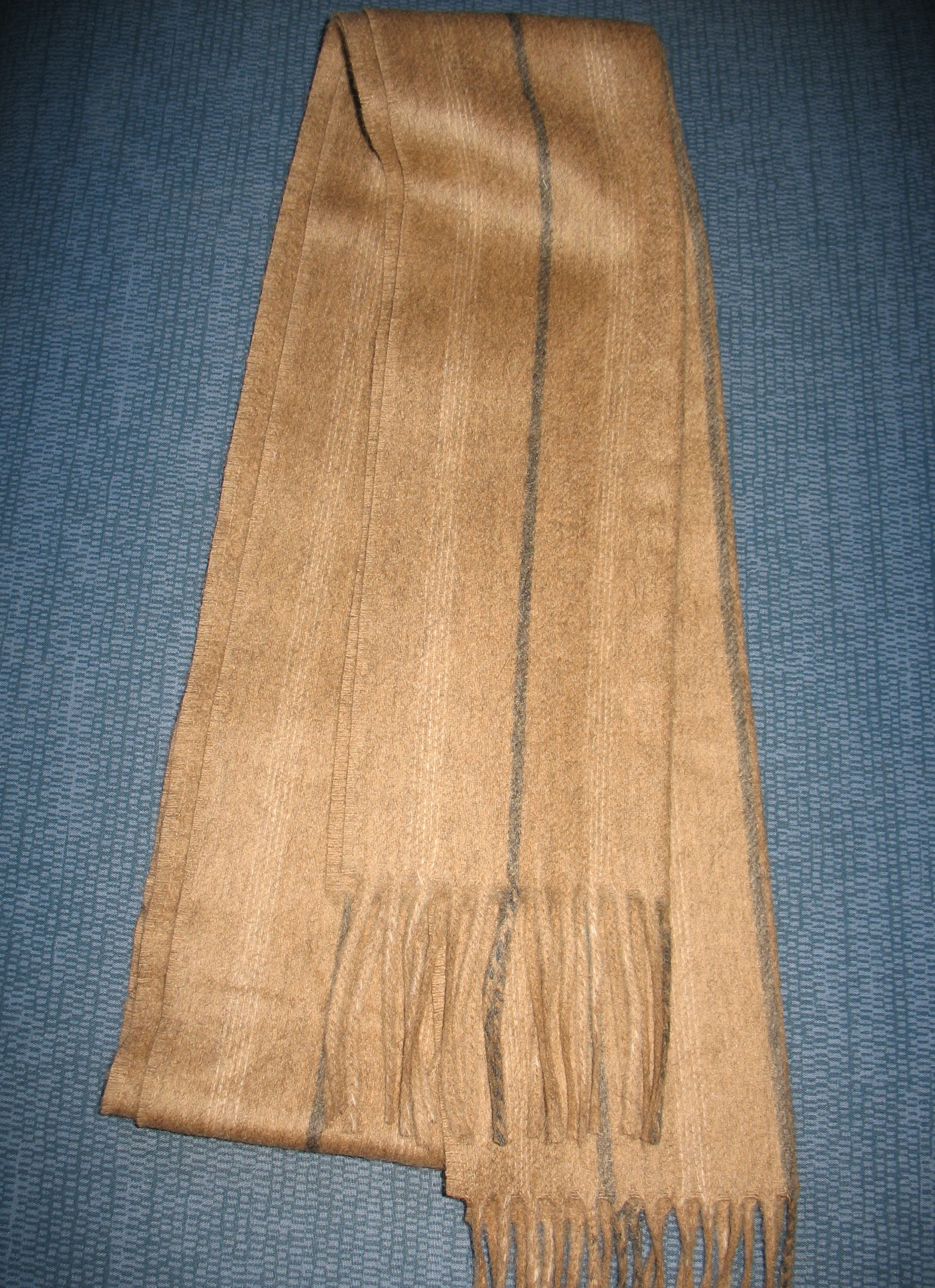
Sciarpa

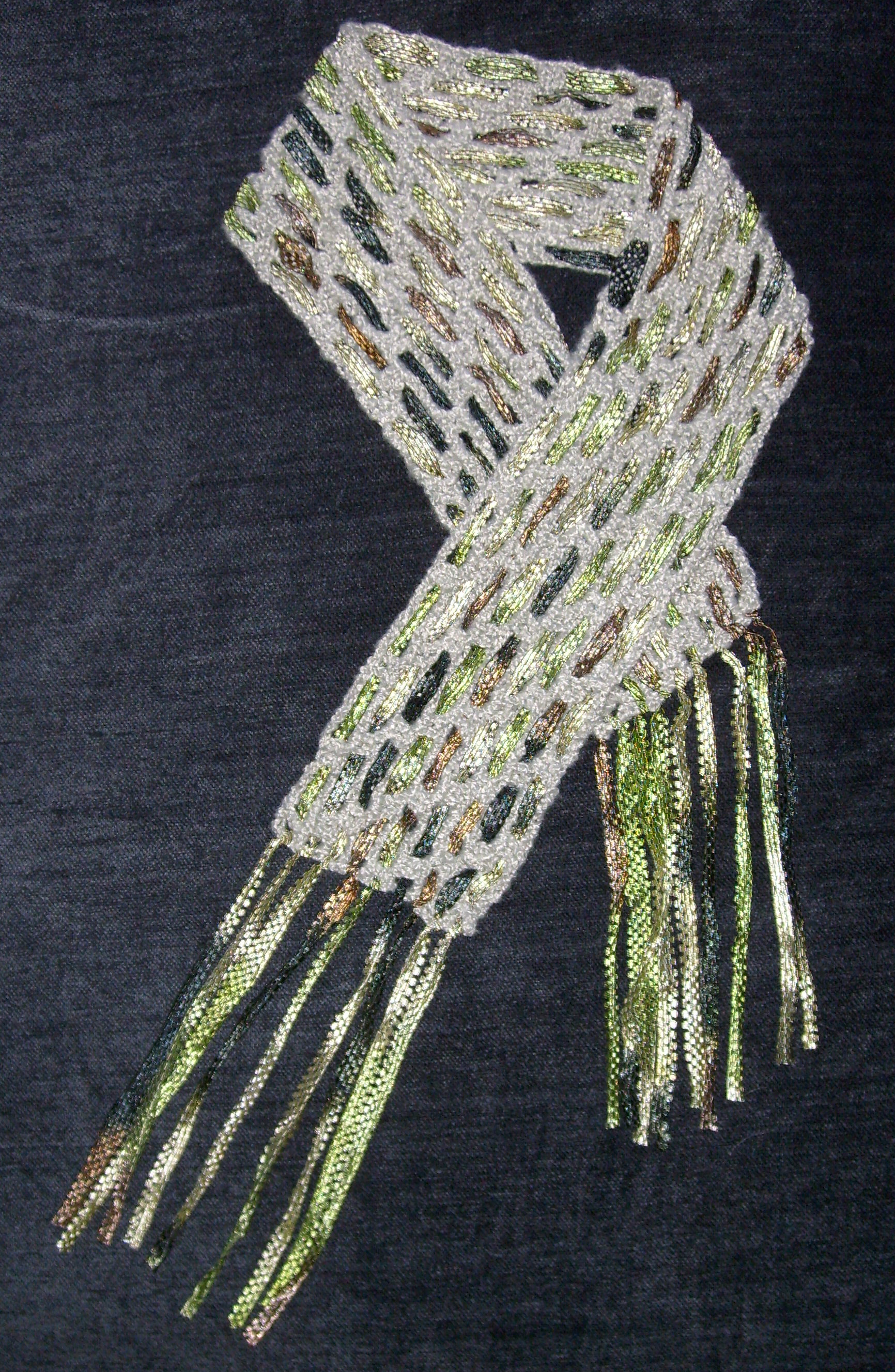
Sciarpa

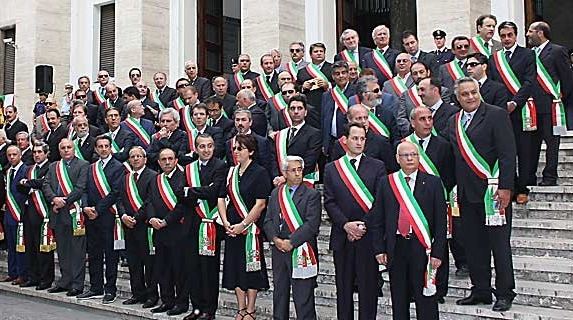
Sindaci italiani con fascia tricolore

La sciarpa è un accessorio di abbigliamento costituito essenzialmente da una fascia di tessuto di una certa larghezza, indossato intorno al collo o vicino alla testa, per coprirsi dal freddo, per eleganza o per motivi religiosi. 
Indossata a tracolla, una sciarpa con colori e/o scritte distintive funge anche da insegna di particolari cariche militari o civili (sciarpa di ufficiale, di sindaco, di mazziere di una banda, ecc.)..

## Storia
La sciarpa nacque nel Medioevo, in Francia, con il nome di ècharpe e veniva indossata dalle dame. A differenza della sciarpa odierna, si trattava di un lembo di tessuto che dal collo scendeva fino al fianco opposto. Maria Antonietta introdusse la moda, ancora oggi in uso nel corso delle feste popolari, di avvolgere una sciarpa intorno alla vita. Nel corso degli anni seguenti nacquero altri modelli di sciarpa, tra cui quella ottocentesca maschile e sottile che ondeggia. Sciarpe di seta furono utilizzate nei primi aeroplani per non far respirare ai piloti i gas di scarico dei velivoli.

## Utilizzo
Nei climi freddi, una sciarpa pesante intorno al collo (generalmente di lana) è utilizzata, insieme ad abiti pesanti, per ripararsi dal freddo. Con un clima più secco, in circostanze di ambiente polveroso o in caso di forte vento, sciarpe di fattura più leggera sono spesso indossate intorno alla testa per mantenere puliti i capelli. Con il tempo, in molte culture questo indumento è gradualmente diventato un capo d'abbigliamento legato all'eleganza, soprattutto tra le donne. Il cravattino, un antenato della moderna cravatta e della farfalla ha preso spunto e si è evoluto in Croazia partendo da sciarpe di questo tipo. Nel Regno Unito gli studenti, come da tradizione, indossano delle sciarpe di diversi colori come simboli identificativi delle loro rispettive università.

### Nella religione
In religioni come l'Islam, quest'indumento è utilizzato principalmente dalle donne musulmane, indossato intorno alla testa, ed è chiamato generalmente hijab o khimar. La kefiah è invece utilizzata generalmente dagli uomini musulmani. Le donne nella comunità del Giudaismo Haredi, indossano spesso una sorta di bandana per coprire i loro capelli. Molte congregazioni cattoliche prevedono una sciarpa denominata stola come parte dell'abbigliamento liturgico.

### Nello sport
Almeno dall'inizio del 1900, quando il fenomeno cominciò in Gran Bretagna, le sciarpe colorate sono state utilizzate ed indossate come simboli dai tifosi delle squadre di calcio in tutto il mondo, perfino in quelle con climi molto miti. Queste sciarpe, di varie fogge e dimensioni, sono realizzate con i colori sociali delle squadre e possono contenere simboli, immagini di giocatori e varie scritte riguardanti la storia della squadra e rivalità con altre. In Europa molte tifoserie organizzate producono le loro sciarpe personalizzate.
Come parte delle coreografie pre-partita o durante gli incontri, i tifosi spesso creano dei 'muri di sciarpe' tenendole distese sopra la testa una accanto all'altra, creando uno spettacolare effetto scenografico, generalmente accompagnato da inni e cori.

## Manifattura

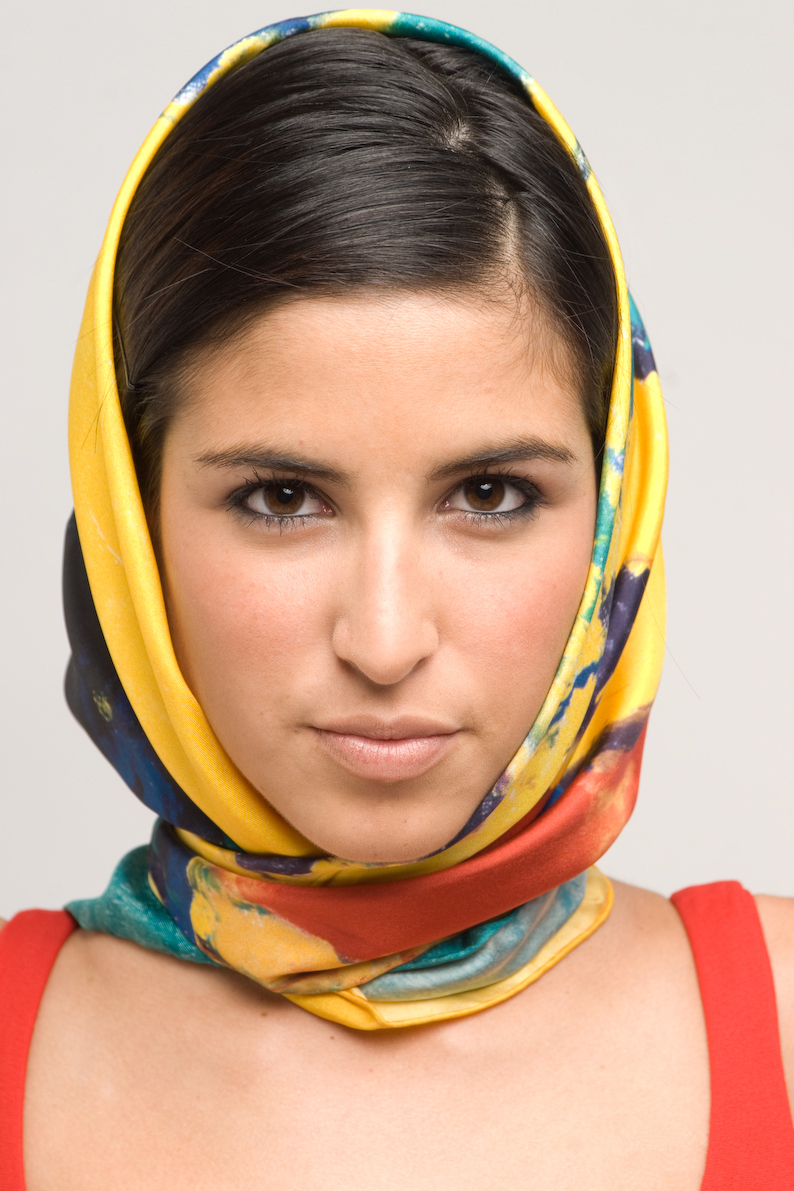
Sciarpa di seta

L'industria manifatturiera di sciarpe costituisce una voce importante del commercio in alcune nazioni. Le sciarpe di qualità sono sempre state e rimangono un regalo molto comune in tutti i paesi occidentali.
Nella moda, il marchio fiorentino Salvatore Ferragamo, quello francese Hermès e quello americano Marisol Deluna, sono internazionalmente conosciuti per le loro collezioni di sciarpe di seta.